# سفارت ایرلند واشینگتن
سفارت ایرلند واشینگتن (به انگلیسی: Embassy of Ireland) یک منطقهٔ مسکونی و نمایندگی سیاسی این کشور در ایالات متحده آمریکا است که در واشینگتن، دی.سی. واقع شده‌است.